# 拉讷沃维尔
拉讷沃维尔（法語：La Neuveville，法語發音：[la nœvvil]）是瑞士伯尔尼州伯尔尼汝拉区的市镇。

## 地理
位于比尔湖北岸，沙瑟拉勒山南麓。
市镇面积为6.80平方千米，海拔高度434米。

## 人口
2018年12月31日人口数为3,738。